# Järvakandi
Järvakandi is een plaats in de Estlandse gemeente Kehtna, provincie Raplamaa. De plaats heeft de status van alev (kleine stad). Tot in 2017 was Järvakandi als alevvald een afzonderlijke gemeente met een oppervlakte van 4,8 km². De gemeente werd omsloten door de gemeente Kehtna. In oktober 2017 werden Kehtna en Järvakandi samengevoegd. Sindsdien is Järvakandi de hoofdplaats van de gemeente Kehtna.

## Bevolking
De plaats had 1273 inwoners op 31 december 2011 en 1201 inwoners op 31 december 2021.

## Industrie
Järvakandi is een industrieplaats: in 1879 werd hier een glashut gebouwd, waaruit de latere glasfabriek voortkwam. Aan de glasfabriek werd in de jaren twintig een houtzagerij toegevoegd, waarmee de Järvakandi Tehased (Fabrieken van Järvakandi) ontstonden. De glasfabriek is thans in handen van Owens-Illinois. Een glasmuseum besteedt aandacht aan de plaatselijke glasproductie.
In Järvakandi vond tussen 2005 en 2010 jaarlijks een rockfestival (Rabarock) plaats. Het festival van 2010 werd geannuleerd; in 2011 en 2012 werd weer een festival gehouden; daarna hield het definitief op.

## Geografie

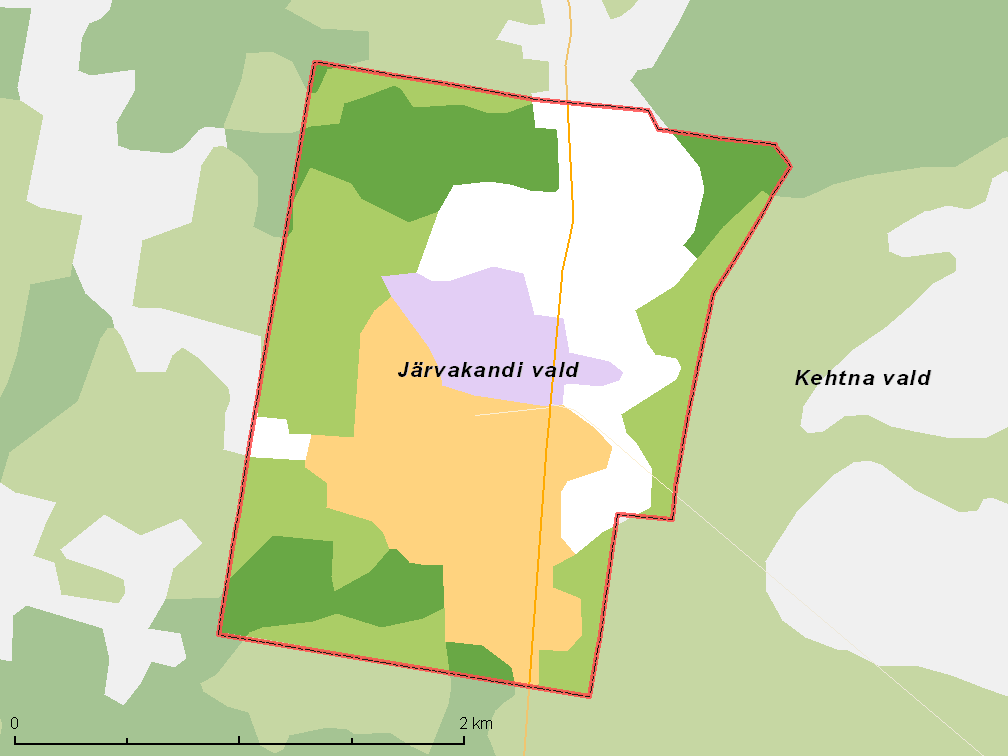
De gemeente met omliggende gemeenten, situatie begin 2017